# Naoya Ishigami
Naoya Ishigami (石神 直哉 Ishigami Naoya?, nacido el 2 de marzo de 1985 en Ibaraki) es un futbolista japonés que se desempeña como defensa.

## Trayectoria

### Clubes
| Club                | País  | Año         |
| ------------------- | ----- | ----------- |
| Kashima Antlers     | Japón | 2007 - 2008 |
| Cerezo Osaka        | Japón | 2009 - 2010 |
| Shonan Bellmare     | Japón | 2011        |
| Oita Trinita        | Japón | 2012        |
| Tokyo Verdy         | Japón | 2013        |
| V-Varen Nagasaki    | Japón | 2014 - 2015 |
| Giravanz Kitakyushu | Japón | 2016 - 2017 |

## Estadística de carrera

### J. League
| Club                | Año   | J. League | J. League | Copa J. League | Copa J. League | Total | Total |
| Club                | Año   | Part.     | Goles     | Part.          | Goles          | Part. | Goles |
| ------------------- | ----- | --------- | --------- | -------------- | -------------- | ----- | ----- |
| Kashima Antlers     | 2007  | 10        | 0         | 3              | 0              | 13    | 0     |
| Kashima Antlers     | 2008  | 4         | 0         | 0              | 0              | 4     | 0     |
| Cerezo Osaka        | 2009  | 50        | 5         | -              | -              | 50    | 5     |
| Cerezo Osaka        | 2010  | 14        | 1         | 4              | 0              | 18    | 1     |
| Shonan Bellmare     | 2011  | 25        | 0         | -              | -              | 25    | 0     |
| Oita Trinita        | 2012  | 39        | 1         | -              | -              | 39    | 1     |
| Tokyo Verdy         | 2013  | 32        | 1         | -              | -              | 32    | 1     |
| V-Varen Nagasaki    | 2014  | 20        | 2         | -              | -              | 20    | 2     |
| V-Varen Nagasaki    | 2015  | 11        | 0         | -              | -              | 11    | 0     |
| Giravanz Kitakyushu | 2016  | 23        | 2         | -              | -              | 23    | 2     |
| Giravanz Kitakyushu | 2017  | 7         | 0         | -              | -              | 7     | 0     |
| Total               | Total | 235       | 12        | 7              | 0              | 242   | 12    |